# Ironie des Schicksals. Die Fortsetzung
Ironie des Schicksals: Fortsetzung (russisch Ирония судьбы: Продолжение/Ironija sudby: Prodolschenije) ist ein russischer Film aus dem Jahre 2007 von Timur Bekmambetow. Es basiert auf einem Drehbuch von Alexei Slapowski, wurde vom ersten Kanal produziert und von Mosfilm veröffentlicht. Das Filmbudget betrug $5.000.000. Die Fortsetzung spielte bis zum 28. Januar 2008 allein in Russland bereits umgerechnet 47.639.171 US-Dollar ein und wurde somit zum erfolgreichsten russischen Spielfilm aller Zeiten. Es ist sowohl eine Fortsetzung als auch eine Neuverfilmung des ersten Ironie des Schicksals.
Die erste Pressemitteilung über die Pläne einer Fortsetzung wurden zum 30-jährigen Jubiläum des vorhergehenden Filmes 2005 veröffentlicht. Der Trailer wurde erstmals Ende 2007 in einer Fernsehshow des Perwy kanal zum Geburtstag des Originalregisseurs Eldar Rjasanow aufgeführt.

## Handlung
Die Darsteller des ersten Filmes haben nun Kinder, die es schaffen, in die gleiche Situation zu geraten wie ihre Eltern vor vielen Jahren.

## Darsteller

### Hauptdarsteller
- Andrei Mjagkow als Jewgeni Michailowitsch Lukaschin (oder Schenja)
- Barbara Brylska als Nadeschda Wassiljewna Scheweljowa (oder Nadja)
- Juri Jakowlew als Ippolit Georgijewitsch
- Konstantin Chabenski als Konstantin Jewgenjewitsch Lukaschin (oder Kostja)
- Jelisaweta Bojarskaja als Nadja Ippolitowna Scheweljowa
- Sergei Besrukow als Irakli

### Nebenrollen
- Dato Bachtadse als Artur
- Ville Haapasalo als Betrunkener Finne
- Roman Madjanow als Major der Miliz
- Wladimir Putin als Präsident (eigentlich nur eine TV-Einblendung)
- Sergei Rubeko als Mann mit dem Neujahrsbaum
- Eldar Rjasanow als Kostjas Nachbar im Flugzeug (Cameo-Auftritt)
- Anna Semenowitsch als Frau mit Kind
- Walentina Talysina als Nadjas Nachbarin
- Wiktor Werschbizki als mysteriöser Obdachloser
- Michail Jefremow als Väterchen Frost
- Jewgenija Dobrowolskaja als Snegurotschka

## Trivia
- Milla Jovovich wurde vom Drehbuchautor für die Rolle der jungen Nadja vorgeschlagen, lehnte jedoch ab, nachdem sie das Drehbuch gelesen hatte.[1]
- Der Film enthält Produktplatzierung von Nokia, Toyota, Beeline, Aeroflot, Faberlic, Nescafé und der Wodkamarke Russian Standard.
- Fast jedes Bild des Filmes macht emphatischen Gebrauch aus der Kombination von Rot und Blau (Weinglas auf dem Tisch, Dekoration des Neujahrsbaumes, die rote Wohnungstür in der blauen Wand etc.). Die gleichen Farben werden auf den Luftballons mit den Namen der Darsteller verwendet.
- Die Wohnung Nr. 13, wo die Haupthandlung stattfindet, wurde von den Filmautoren „Märchen“ genannt (siehe Bonusmaterial auf der DVD), die Innenwände wurden mit „magischen Dingen“ bedeckt.
- Das Datum auf dem Knallbonbon (Foto erscheint auf dem Bonusmaterial der DVD) ist der 24. Dezember 2006. Das mag ein Hinweis sein, dass die Filmhandlung in der Nacht vor Weihnachten angesetzt ist, nicht vor dem Neujahrstag.